# Leonid Jewgenjewitsch Kostylew
Leonid Jewgenjewitsch Kostylew (russisch Леонид Евгеньевич Костылев, wiss. Transliteration Leonid Evgen'evič Kostylev; * 8. Mai 1989) ist ein russischer Boxer. Er wurde 2008 Europameister der Amateure im Leichtgewicht.

## Werdegang
Leonid Kostylew stammt aus Tschischmy in Baschkortostan. Er ist dort als Milizoffizier tätig. Er begann bereits als Jugendlicher mit dem Boxen. Im Jahre 2007 startete er bei den russischen Juniorenmeisterschaften im Leichtgewicht, schied dort aber schon in der 1. Runde mit einer Punktniederlage gegen Garnik Mamikojan (21:28) aus und erreichte damit nicht die Runde der letzten 16 Boxer.
Im Jahre 2008 steigerte sich Leonid Kostylew enorm und wurde im Oktober 2008 im Leichtgewicht, in Abwesenheit von Weltmeister Alexei Tischtschenko mit Siegen über Nikolai Oganesjan, Jewgeni Gradowitsch, Wladimir Magzumow und Eduard Chusainow russischer Meister bei den Senioren. Er wurde daraufhin von Alexander Lebsjak, dem Cheftrainer der russischen Boxnationalmannschaft, bei den Europameisterschaften in Liverpool im November 2008 eingesetzt. Dort rechtfertigte der 19-jährige Nachwuchsboxer bei seinem ersten internationalen Start das in ihn gesetzte Vertrauen voll und ganz, denn er wurde mit Punktsiegen über Steven Sharoudi, Schottland (9:5), Rachid Azzedine, Frankreich (9:3), Miklós Varga, Ungarn (11:2) und Wasgen Safarjanz, Belarus (7:3) in überzeugender Manier Europameister.

## Internationale Erfolge
| Jahr | Platz | Wettbewerb                   | Gewichtsklasse | Ergebnis |
| 2008 | 1.    | EM in Liverpool              | Leicht         | mit Siegen über Steven Sharoudi, Schottland, Rachid Azzedine, Frankreich, Miklós Varga, Ungarn u. Wasgen Safarjanz, Belarus |
| 2010 | 9.    | Bocskai-Memorial in Debrecen | Leicht         | nach Punktniederlage gegen Thomas Stalker, England                                                                          |

## Russische Meisterschaften
- 2007, 17. Platz, Junioren, Le, nach Punktniederlage gegen Garnik Mamikojan i. d. 1. Runde,
- 2008, 1. Platz, Le, mit Punktsieg im Finale über Eduard Chusainow (14:3)